# Bolo (mes)
De bolo is een in de Filipijnen voor veel doeleinden gebruikt kapmes, hoofdzakelijk voor in en rond het huis. Het is ca 50-60 cm lang, en veelal ruw gesmeed. De klassieke Bolo wordt gekenmerkt door een ronde buik in het lemmet. Het woord bolo wordt tevens in het algemeen gebruikt voor een groot aantal verschillende Filipijnse messen
Er zijn verschillende type bolo's:

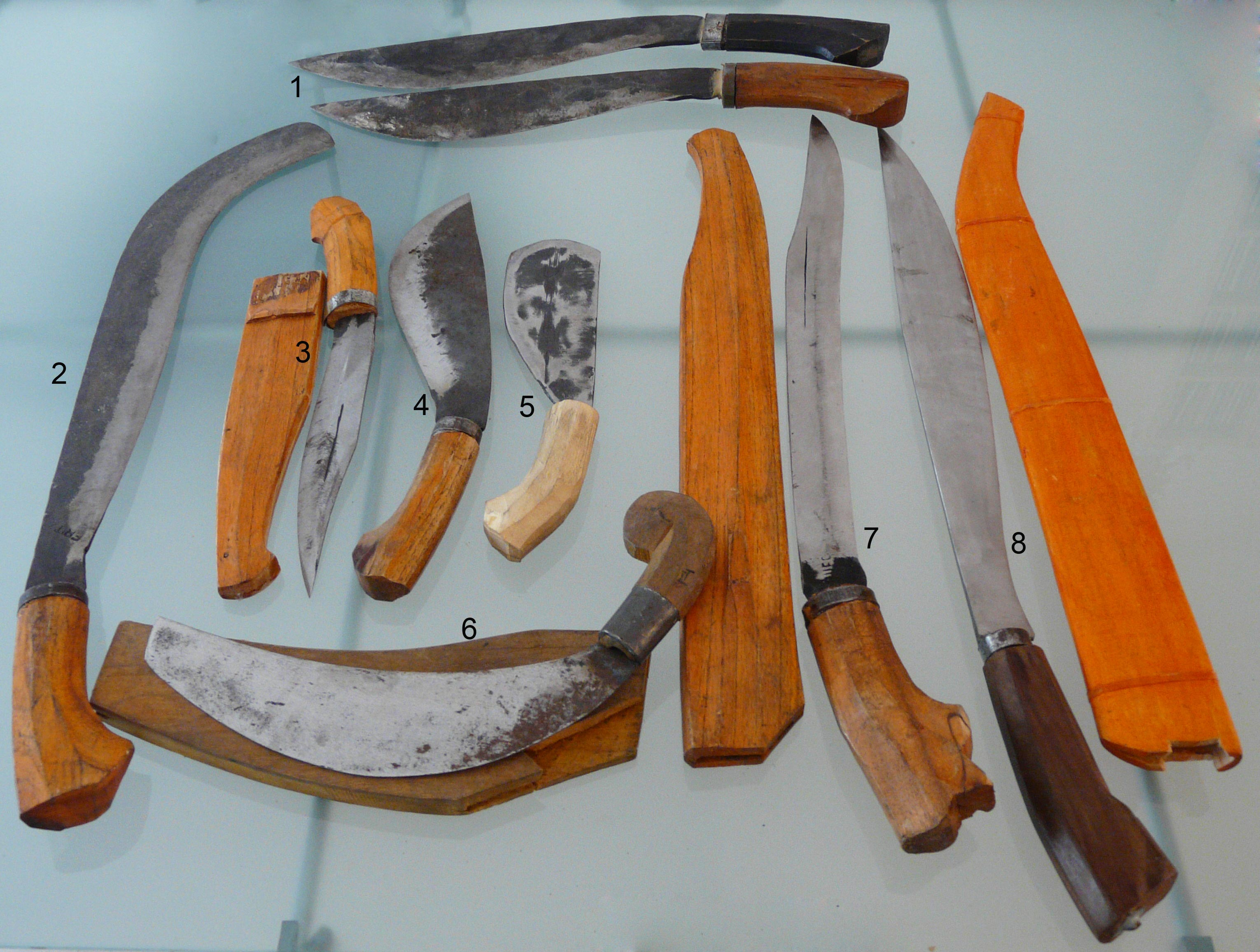
Verschillende bolo's

1. De gewone bolo. Hoewel door zijn vorm iets beter geschikt voor hakken dan de machete, kan de bolo wel als machete worden beschouwd.
2. De Haras. Specifiek voor het snijden van hoog gras.
3. the Cutsilyo. Gewoonlijk gebruikt om varkens mee te doden door het opensnijden van de hals.
4. Een wat kleinere Bolo
5. De bolo-guna, specifiek voor het verwijderen van wortels
6. De garab, om rijst te snijden
7. en 8 de Sundang, of punt-bolo, in het tagalog ook wel Itak genoemd. Evenals de gewone bolo een mes voor vele doeleinden, zoals het openen van kokosnoten, maar het is ook een geducht wapen dat onder andere werd gebruikt in de oorlogen tegen de Spanjaarden en de Amerikanen.